# ニコライ・ベルンシュテイン

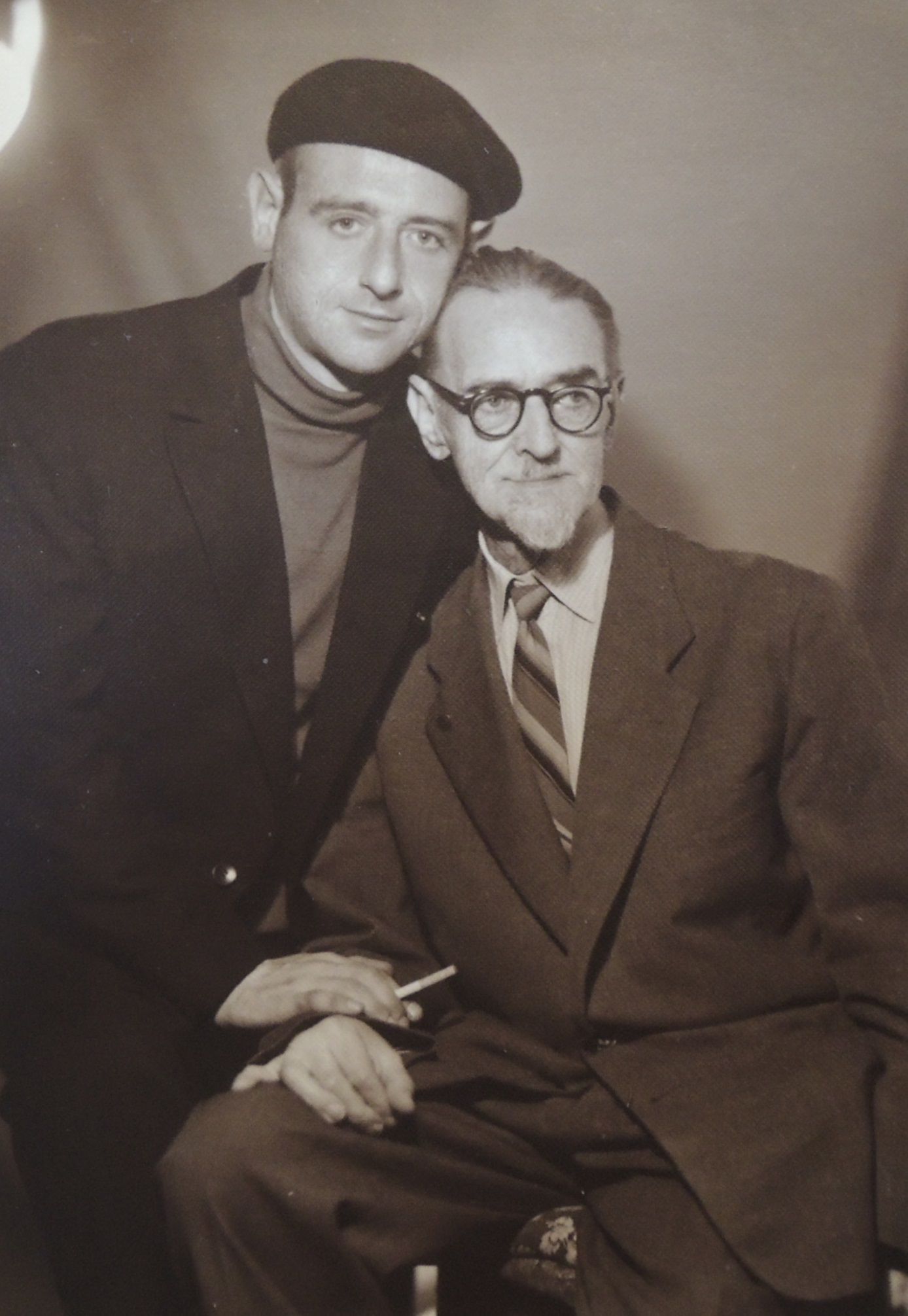
ニコライ・ベルンシュテイン (右)

ニコライ・アレクサンドロヴィチ・ベルンシュテイン（ロシア語: Николай（Соломон）Александрович Бернштейн, ラテン文字転写: Nikolay(Solomon) Aleksandrovich Bernshteyn、1896年11月5日（ユリウス暦10月24日）モスクワ - 1966年1月16日モスクワ）は、ロシアの生理学者であり、人間の動作の可変性に取り組んだ現代運動科学を基礎づけた科学者の一人。
本名はソロモンでユダヤ系。オデッサ出身のセルゲイ・ナタノヴィチ・ベルンシュテインの甥にあたる。
ベルンシュテインはこう認識した。動作は書き留められた神経運動プログラムによって操作されることはあり得ない。むしろ目前の状況に柔軟に適応するものでなければならない。よって、動作のコーディネーションにおける主要課題は、人間の身体が許す多様な自由度を目前の状況に合わせて適応させることである。
ベルンシュテインの出版物は、随分後になってから初めて露語から英語へ翻訳された。それに伴い、西側の科学者たちの知るところとなったのだが、それらは基礎的な認識であるがゆえに科学的な運動研究の底流深くにまで影響を及ぼすとみられていた。例えばダイナミックシステム理論が運動コーディネーションにも応用される元となった。
1966年に癌のため死去。71歳。

## ベルンシュタイン問題
ベルンシュタインが提起した、制御に関するすべての責任を、どこかに仮定された中枢に担わせずに、動物の運動について説明することは可能か、また、どのようにすれば説明が可能なのか、という問い。この問いに対して、ベルンシュタイン自身は次のように考えていた。一つは、「運動」を身体のみに還元するのではなく、運動が行われている環境とセットだと捉える考え方である。二つ目は、運動に起こる変化が、その運動を構成している下位運動との関係によって生じるとする考え方である。
これらの考え方は、パーキンソン病のリハビリ現場などで応用されている。

## 論文
- 「運動の生理学」（1934年）

## 著書
- 『運動の構成について』（1947年）
- О ловкости и ее развитии (1947) （ロシア語）

## 関連文献
- Latash, Mark L. (ed.) Progress in Motor Control: Bernstein's Traditions in Movement Studies, Vol. 1